# De natura rerum
De natura rerum ist ein Werk, das Isidor von Sevilla Anfang des 7. Jahrhunderts über naturkundliche und gesellschaftliche Themen verfasste und dem westgotischen König Sisebut widmete. Wie er in seiner Widmung ausführt, will er die Schriften der veteres vires, also der antiken Philosophen und Naturforscher, mit denen der vires catholicos, also der Kirchenväter, zusammenführen.

## Grundhaltung und Tendenzen
“[…] quosdam gentiles uel ecclesiasticos uires nouimus”

„[…] was wir von heidnischen und kirchlichen Gelehrten wissen“

heißt es in der Widmung. Der Autor versucht eine gleichberechtigte Darstellung der Geistesströmungen seiner Zeit. Häufig stehen gegensätzliche Meinungen unkommentiert und unbewertet im selben Kapitel. So kontrastiert im Kapitel XXXVIIII De Pestilentia die Meinung der Kirchenväter „die Sünde der Menschen trägt die Schuld“ mit der sachlicheren antiken Darstellung: „pesttragende Samen werden durch den Wind in der Luft weitergetragen“. Durch die Auswahl der zitierten Texte wirkt Isidor von Sevilla harmonisierend. In Kapitel XLII Warum das Meer bitteres Wasser hat zitiert er den Kirchenvater Ambrosius: „die Alten haben dies auf die Verdunstung durch die Sonne zurückgeführt“. Ambrosius leitet sein Kapitel aber durch eine lange Schelte der philosophi ein und bringt den Text nicht als naturwissenschaftliche Erklärung, sondern als Beispiel für die ansonsten falsche Denkweise der philosophi. Dies übergeht Isidor von Sevilla. Andererseits streut er auch immer wieder eine Lobpreisung Gottes, der Kirche, der Gläubigen, der Gerechten ein.

## Inhalt

### Aufbau
Das Buch gliedert sich in 48 Kapitel, die in 3 Themenkomplexe zusammengezogen werden können:
- Zeiten und Feste
- Erde und Himmelskörper
- Meteorologica

### Zeiten und Feste
Kapitel I bis VIII beschäftigen sich mit der Definition von Zeitintervallen wie Tag, Nacht, Monat. Diejenigen, die die lateinische Sprache betreffen, sind häufig De lingua latina von Marco Terentius Varro entnommen. Es werden aber verschiedene Kulturkreise behandelt (Kapitel IV, 6):

“Menses autem omnis apud Latinos ex kalendis sumunt principium, apud Hebraeos autem ex lunae nascentis recursu.”

„Der Monatsanfang liegt bei den Lateinern bei den Kalenden, bei den Hebräern aber beim Neulicht des Mondes.“

Der Autor listet Namen von Wochentagen, Monaten und Festen auf. Der Olympius agon der Griechen steht neben dem Lustrum der Römer und dem annus iubilaeus (= „Jubeljahr“) der Juden (Kapitel VI).
Kapitel VIII Von Sonnenwende und Tagundnachtgleiche leitet auf den nächsten Themenkomplex über. Die Wintersonnenwende wird auf den VIII kal. Ianuarias, also den 24. Dezember terminiert.

### Erde und Himmelskörper
In den Kapiteln VIIII bis XXVII wird hauptsächlich aus dem Exameron des Kirchenvaters Ambrosius zitiert, wobei dieser wiederum auch die philosophi, d. h. die Schriften der Antike, zitiert. Der Lauf der Planeten, die Größe von Sonne und Mond, ob der Mond eigenes Licht habe und ähnliche Themen werden erörtert. Einerseits wird die Genesis der Bibel wortwörtlich verstanden (Kapitel XIIII Von den Wassern, die über den Himmeln sind, 1. Buch Moses, 1, 6 und 7). Andererseits stellt Isidor von Sevilla auch die antike Vier-Elemente-Lehre vor (Kapitel XI Von den Teilen der Welt).
Die letzten Kapitel sind dem Hyginus Mythographus und den Scholien zu Germanicus verpflichtet. Im Kapitel XXVI Von den Namen der Sterne ist jeweils eine astronomische Information mit einer kirchlichen Ausdeutung zusammengefügt. Zum Orion (Sternbild) wird mitgeteilt, dass sein Aufgang den Winteranfang anzeigt, aber auch, dass er „Märtyrer“ bedeute.
Auch an die vom Kirchenvater Augustinus gestellte Frage … utrum caeli luminaria … habeant … spiritu suos („ob die Himmelskörper belebt seien“) wagt sich der Autor (Kapitel XXVII). Er sucht die Antwort nicht in der Antike, mit der sich unter anderem Aristoteles in seiner Schrift Über den Himmel befasst, sondern in der Bibel. In dem Buch der Sprüche des König Salomon sieht er eine Bestätigung der Beseeltheit der Sonne und fragt sich, was ihr Schicksal wohl bei der resurrection (= „Auferstehung“) sein werde.

### Meteorologica
Der dritte Teil sind Meteorologica im Sinne des Aristoteles, eine Darstellung der Geschehnisse in dem „der Gestirnsphäre benachbarten Raum“ und Vorgängen auf der Erde wie Winden, Erdbeben, Blitzschlägen. Auch hier mischt Isidor von Sevilla Informationen verschiedener Herkunft. Im Kapitel XXX Von den Blitzen diskutiert er die Tatsache, warum man den Blitz eher sieht als hört, zitiert mehrere lateinische Lyriker (Vergil, Lucan, Horaz), um dann im kirchlichen Sinn die Blitze als Zeichen der Heiligen zu deuten.
In Kapitel XLIII wird die Nilschwemme behandelt. Der Autor bietet als Erklärung die wasserstauende Wirkung der Etesien-Winde an. Dies erwägt auch Seneca in seinen Naturales quaestiones (Buch 4a, 22). Aber Isidor von Sevilla nennt seine Quelle nicht.

## Überlieferung
Wie das gesamte Werk des Isidor von Sevilla wurde auch De natura rerum in zahlreichen Handschriften durch das Mittelalter weiterverbreitet. Es war eine wesentliche Quelle des antiken Wissens für einige frühmittelalterliche Autoren wie Beda Venerabilis, Alkuin und Rhabanus Maurus. Beda Venerabilis erstellte eine Enzyklopädie mit dem Titel De natura rerum, die sich auf das gleichnamige Werk des Isidor von Sevilla stützte, das er auch z. T. ins Angelsächsische übersetzte.
Hrabanus Maurus verwandte in seinem Buch De universo ausführlich die Etymologiae des Isidor von Sevilla. Hier fand er aber nicht die Verbindung von naturwissenschaftlicher Information und Bibelexegese, die sein Werk charakterisiert. Dies könnte er aus De natura rerum entnommen haben. Auffällig ist das Buch IX, Kapitel XV und XVI De lucifero und De vespere. In den Etymologiae finden sich dazu nur kurze Abschnitte (Buch III, LXXI, 18 u. 19), in denen aber angedeutet wird, dass es sich um denselben Himmelskörper (Venus) handelt. Isidor von Sevilla (Kapitel XXVI, 10–12) und Hrabanus Maurus bringen diese Information nicht, zitieren aber dieselbe Bibelstelle (Offenbarung des Johannes, 22, 16) und entwickeln eine Gleichstellung von vesper und Antichrist.

## Textausgabe
- Gustavus Becker: Isidori Hispalensis „De natura rerum“. Amsterdam 1967. E-Book der Ausgabe von 1857 auf Google Books.
- De natura rerum als digitalisierte Handschrift aus dem ersten Drittel des 9. Jh. der Staatsbibliothek Bamberg